# Булаенко, Иван Савельевич
Иван Савельевич Булаенко (1912—2000) — советский офицер, участник Великой Отечественной войны, Герой Советского Союза (1945). Гвардии подполковник.
В годы Великой Отечественной войны прошёл путь от командира стрелковой роты до командира 11-го гвардейского Кишинёвского воздушно-десантного полка 5-й гвардейской воздушно-десантной дивизии.

## Биография

### Ранние годы
Родился 7 сентября 1912 года в посёлке Форштадт ныне Верхнеуральского района Челябинской области в семье украинского крестьянина. В одиннадцать лет ушёл из дому учиться. Окончил семь классов в школе. В 1933 году Иван Булаенко закончил Пермский финансово-экономический техникум, а в следующем году был принят в ряды Красной армии, где служил командиром взвода в 23-й стрелковой дивизии в Харьковском военном округе. В 1936 году, по окончании курсов усовершенствования офицерского состава (КУОС), И. С. Булаенко было присвоено звание лейтенанта.
В 1937 году И. С. Булаенко вышел в запас и работал заместителем управляющего севастопольским отделением Государственного банка. Член ВКП(б)/КПСС с 1940 года.

### В годы Великой Отечественной войны
В июне 1941 года И. С. Булаенко был вторично призван севастопольским городским военкоматом и в звании старшего лейтенанта отправился на фронт. Он сразу же был назначен командиром стрелковой роты 150-й стрелковой дивизии 9-й армии, а уже осенью 1941 года — стал командиром стрелкового батальона 756-го стрелкового полка этой же дивизии.
Принимал участие в Ростовской операции и боях на Миус-фронте. 5 ноября 1941 года в боях у сёл Денисово-Алексеевка и Генеральское его батальон нанёс большой урон врагу, в то время как И. С. Булаенко личным примером воодушевлял бойцов и принимал непосредственное участие в боях, за что был награждён медалью «За отвагу». В декабре 1941 года был тяжело ранен и эвакуирован в госпиталь.
После лечения И. С. Булаенко отправился на КУОС в Саратов, но в связи с наступлением немцев был вынужден прервать обучение. Получил назначение в дислоцировавшуюся в Саратове 120-ю стрелковую дивизию 8-й резервной армии, где стал командиром 543-го стрелкового батальона. Вскоре 8-я резервная армия стала 66-й и в августе 1942 года заняла полосу обороны к северу от Сталинграда. В сентябре 1942 года 66-я армия попыталась прорвать немецкий фронт, чтобы соединиться с бойцами 62-й армии, которые уже вели уличные бои в Сталинграде. В одном из боёв И. С. Булаенко был ранен пулей в плечо, но, несмотря на это, сумел уничтожить два пулемётных расчёта противника при помощи миномётного огня, дав возможность пехоте продолжать наступление. Тогда же И. С. Булаенко получил двойное ранение в руку и спину от разорвавшейся немецкой мины, но категорически отказывался покинуть поле боя и был вынесен только по настоянию командования. За героизм, проявленный в боях, И. С. Булаенко был награждён Орденом Красного Знамени.
В январе 1943 года, после выздоровления, И. С. Булаенко, к тому времени повышенный в звании до капитана, вернулся в свою дивизию, которая в составе Донского фронта участвовала в ликвидации немецкой 6-й армии. Батальон И. С. Булаенко принимал участие в ожесточённых уличных боях, и к концу Сталинградской битвы за массовый героизм бойцов, 120-я стрелковая дивизия была преобразована в 69-ю гвардейскую. В мае 1943 года гвардии майор И. С. Булаенко был назначен командиром 208-го гвардейского стрелкового полка, а в августе, в составе Воронежского фронта, принял участие в освобождении Левобережной Украины.
В декабре 1943 года И. С. Булаенко опять получил ранение, а по возвращении из госпиталя был назначен командиром 11-го гвардейского воздушно-десантного полка 5-й гвардейской дивизии в составе 4-й гвардейской армии 2-го Украинского фронта. С новым подразделением, в начале 1944 года И. С. Булаенко принимал участие в Корсунь-Шевченковской операции, в мае — в Уманско-Ботошанской операции, по результату которых был повторно награждён Орденом Красного Знамени за умелое командование полком. Тогда же (в апреле 1944 года) И. С. Булаенко стал гвардии подполковником.
В ходе Яссо-Кишинёвской операции на полк И. С. Булаенко была возложена особая задача прорыва в тыл вражеской Кишинёвской группировки с целью отрезания её от переправ по реке Прут. Успешно выполненная задача способствовала освобождению города Унгены и посёлка Леушены. Жёсткая оборона, занятая 11-м гвардейским полком у Леушен, не дала немцам пробиться в западном направлении, в то время как войска 3-го Украинского фронта освобождали Кишинёв.
После ликвидации Кишинёвской группировки немецких войск, 4-я гвардейская армия была передана в состав 3-го Украинского фронта. Полк И. С. Булаенко принимал участие в Будапештской операции. В начале декабря 1944 года полк форсировал Дунай, а уже 24 декабря — вёл уличные бои в Секешфехерваре. Выйдя к озеру Балатон, полк оказался на участке, где у противника были сосредоточены ударные части группы армий «Юг». За 3 первых месяца 1945 года полк трижды выдерживал контр-наступления немцев, понеся самые большие потери в своей истории. Гвардии подполковник И. С. Булаенко неоднократно заменял выбывших бойцов и сражался как простой солдат. Под натиском превосходящих сил противника его полк отступил, потеряв Секешфехервар, однако противнику не удалось прорваться в Будапешт. Полк И. С. Булаенко повторно принял участие в боях за Секешфехервар в марте 1945 года и, отбив город у противника, устремился на территорию Австрии. За бои в Венгрии подполковник И. С. Булаенко был награждён орденом Суворова 3-й степени.
В апреле 1945 года полк И. С. Булаенко принял участие в штурме Вены. В ходе боёв на улицах Вены его бойцы сумели овладеть хорошо укреплённым, опорным узлом сопротивления противника, а также взять под контроль арсенал, химический и машиностроительный заводы со складами и электростанцию с оборудованием. В Вене гвардии подполковник И. С. Булаенко закончил свой боевой путь.
Указом Президиума Верховного Совета СССР от 28 апреля 1945 года за образцовое выполнение боевых заданий командования на фронте и проявленные при этом мужество и героизм гвардии подполковнику Ивану Савельевичу Булаенко было присвоено звание Героя Советского Союза с вручением ордена Ленина (№ 41946) и медали «Золотая Звезда» (№ 4963).

### После войны
После войны И. С. Булаенко командовал 354-м гвардейским стрелковым полком 112-й гвардейской стрелковой дивизии в составе Центральной группы войск и состоял в резерве Военного Совета Киевского военного округа. В 1947 году уволился в запас, переехал в Харьков и работал начальником управления «Харьковлегснабсбыт».
Умер 21 февраля 2000 года. Похоронен на кладбище № 2 в Харькове.

## Награды и звания
Советские государственные награды и звания:
- Герой Советского Союза (29 июня 1945[3])
- орден Ленина (29 июня 1945[3])
- два ордена Красного Знамени (5 ноября 1942[4]; 1 апреля 1944[5])
- орден Суворова III степени (10 апреля 1945[6])
- орден Александра Невского (СССР) (28 сентября 1944[7])
- орден Отечественной войны I степени (11 марта 1985)
- медали, в том числе:
  - медаль «За отвагу» (20 февраля 1942[2])
  - медаль «За оборону Сталинграда»
  - медаль «За взятие Будапешта»
  - медаль «За взятие Вены»
  - медаль «За победу над Германией»

## Память
В посёлке городского типа Десна Черниговской области установлен бюст И. С. Булаенко. В Харькове на доме № 3а по улице Юры Зойфера, где жил И. С. Булаенко, установлена мемориальная доска. Его имя высечено на Алее Героев в городе Корсунь-Шевченковский Черкасской области (Украина).